# Пирекс
Пирексът е вид боросиликатно стъкло, в чийто състав влизат следните оксиди: SiO2=80,6%, B2O3=13,0%, Na2O=4,0%, AI2O3=2,3%. Той е изобретен през 1915 г. и започва да се произвежда от търговската компания Corning Incorporated Works. По състав пирексът е боросиликатно стъкло с уникални свойства. 
Пирексът намира широка употреба поради отличните си физико-механични свойства: нисък коефициент на температурно разширение, висока прозрачност, много добра химична устойчивост и др. Използва се за направа на широка гама изделия: лабораторна апаратура, термоустойчиви съдове, лещи за телескопи, кинескопи и др. Химическите му свойства са също толкова впечатляващи. Устойчив е на вода, киселини, основи и други вещества в много по-голяма степен от обикновеното стъкло. Лабораторната стъклария се произвежда предимно от пирекс. По чистота на продуктите дестилационните уредби от пирекс превъзхождат всички останали с изключение на направените от платина, които са също толкова добри. От пирекс е изработено огледалото на най-големия оптичен рефлекторен телескоп в обсерваторията Паломар.